# Mitchell te Vrede
Mitchell te Vrede (Amstelveen, 7 augustus 1991) is een Nederlands-Surinaams voetballer die bij voorkeur als spits speelt.

## Clubcarrière
Te Vrede begon met voetballen bij AFC en kwam in 2008 in de jeugdopleiding van AZ. In het seizoen 2010/11 maakte hij deel uit van de selectie van AZ, maar debuteerde hij niet.
In 2011 tekende hij een tweejarig contract bij Excelsior.
Vanaf het seizoen 2012/2013 kwam hij uit voor Feyenoord, waar hij een contract tekende voor twee jaar met een optie voor nog eens twee jaar. In 2014 werd de optie in het contract van Te Vrede door Feyenoord gelicht, waarmee de spits tot medio 2016 vast zou liggen in De Kuip.
In augustus 2015 tekende hij een tweejarig contract bij sc Heerenveen, met een optie voor een extra jaar. De Friese club betaalde vier à vijf ton voor hem aan Feyenoord.
Hij verruilde sc Heerenveen in januari 2017 voor Boluspor, waar hij een contract voor 1,5 jaar tekende. Op 17 oktober 2017 werd bekend dat zijn contract bij Boluspor was ontbonden. In de winterstop van het seizoen 2017/2018 tekende hij bij NAC Breda waar hij samen met Sadiq Umar (de Nigeriaanse huurling van AS Roma) moest knokken om een basisplaats. In het seizoen 2018/19 degradeerde hij met NAC Breda. In juni 2019 ging Te Vrede naar Al-Fateh in Saoedi-Arabië. In 2021 ging hij naar Abha Club en in 2022 ging hij zijn brood verdienen bij Al-Dhafra op het hoogste niveau in de Verenigde Arabische Emiraten. In februari 2023 ging hij naar Hatta Club, op dat moment koploper op het tweede niveau in de VAE. In september 2023 ging hij in Iran voor Golgohar spelen.

## Clubstatistieken
| Seizoen     | Club          | Competitie                | Competitie | Competitie | Competitie | Beker | Beker | Beker | Internationaal | Internationaal | Internationaal | Totaal | Totaal | Totaal |
| Seizoen     | Club          | Competitie                | Wed.       | Dlp.       | Ass.       | Wed.  | Dlp.  | Ass.  | Wed.           | Dlp.           | Ass.           | Wed.   | Dlp.   | Ass.   |
| ----------- | ------------- | ------------------------- | ---------- | ---------- | ---------- | ----- | ----- | ----- | -------------- | -------------- | -------------- | ------ | ------ | ------ |
| 2010/11     | AZ            | Eredivisie                | 0          | 0          | 0          | 0     | 0     | 0     | 0              | 0              | 0              | 0      | 0      | 0      |
| Club Totaal | Club Totaal   | Club Totaal               | 0          | 0          | 0          | 0     | 0     | 0     | 0              | 0              | 0              | 0      | 0      | 0      |
| 2011/12     | Excelsior     | Eredivisie                | 19         | 2          | 1          | 2     | 1     | 0     | —              | —              | —              | 21     | 3      | 1      |
| Club Totaal | Club Totaal   | Club Totaal               | 19         | 2          | 1          | 2     | 1     | 0     | 0              | 0              | 0              | 21     | 3      | 1      |
| 2012/13     | Feyenoord     | Eredivisie                | 1          | 0          | 0          | 0     | 0     | 0     | —              | —              | —              | 1      | 0      | 0      |
| 2013/14     | Feyenoord     | Eredivisie                | 14         | 4          | 0          | 1     | 1     | 0     | 0              | 0              | 0              | 15     | 5      | 0      |
| 2014/15     | Feyenoord     | Eredivisie                | 20         | 7          | 0          | 1     | 0     | 0     | 7              | 3              | 0              | 28     | 10     | 0      |
| Club Totaal | Club Totaal   | Club Totaal               | 35         | 11         | 0          | 2     | 1     | 0     | 7              | 3              | 0              | 44     | 15     | 0      |
| 2015/16     | sc Heerenveen | Eredivisie                | 28         | 10         | 0          | 0     | 0     | 0     | —              | —              | —              | 28     | 10     | 0      |
| Club Totaal | Club Totaal   | Club Totaal               | 28         | 10         | 0          | 0     | 0     | 0     | 0              | 0              | 0              | 28     | 10     | 0      |
| 2016/17     | Boluspor      | TFF 1. Lig                | 5          | 0          | 1          | 2     | 1     | 0     | —              | —              | —              | 7      | 1      | 1      |
| 2017/18     | Boluspor      | TFF 1. Lig                | 4          | 0          | 0          | 1     | 1     | 0     | —              | —              | —              | 5      | 1      | 0      |
| Club Totaal | Club Totaal   | Club Totaal               | 9          | 0          | 1          | 3     | 2     | 0     | 0              | 0              | 0              | 12     | 2      | 1      |
| 2017/18     | NAC Breda     | Eredivisie                | 11         | 3          | 1          | 0     | 0     | 0     | —              | —              | —              | 11     | 3      | 1      |
| 2018/19     | NAC Breda     | Eredivisie                | 30         | 10         | 0          | 1     | 0     | 0     | —              | —              | —              | 31     | 10     | 0      |
| Club Totaal | Club Totaal   | Club Totaal               | 41         | 13         | 1          | 1     | 0     | 0     | 0              | 0              | 0              | 42     | 13     | 1      |
| 2019/20     | Al-Fateh      | Saudi Professional League | 26         | 12         | 4          | 2     | 2     | 0     | —              | —              | —              | 28     | 14     | 4      |
| 2020/21     | Al-Fateh      | Saudi Professional League | 22         | 13         | 1          | 3     | 0     | 0     | —              | —              | —              | 25     | 13     | 1      |
| Club Totaal | Club Totaal   | Club Totaal               | 48         | 25         | 5          | 5     | 2     | 0     | 0              | 0              | 0              | 53     | 27     | 5      |
| 2021/22     | Abha Club     | Saudi Professional League | 27         | 5          | 1          | 1     | 0     | 0     | —              | —              | —              | 28     | 5      | 1      |
| Club Totaal | Club Totaal   | Club Totaal               | 27         | 5          | 1          | 1     | 0     | 0     | 0              | 0              | 0              | 28     | 5      | 1      |
| 2022/23     | Al-Dhafra     | UAE Pro League            | 10         | 2          | 0          | 4     | 2     | 0     | —              | —              | —              | 14     | 4      | 0      |
| Club Totaal | Club Totaal   | Club Totaal               | 10         | 2          | 0          | 4     | 2     | 0     | 0              | 0              | 0              | 14     | 4      | 0      |
| TOTAAL      | TOTAAL        | TOTAAL                    | 217        | 68         | 9          | 18    | 8     | 0     | 7              | 3              | 0              | 242    | 79     | 9      |

## Interlandcarrière
Te Vrede speelde in 2009 in een oefenwedstrijd voor Nederland onder 18. Tegen Turkije (3-0 overwinning) kwam hij in Emmeloord na 65 minuten in het veld voor Rick ten Voorde. In mei 2021 werd bekend dat hij interlands wil gaan spelen voor het Surinaams voetbalelftal. Zijn vader is half-Surinaams.

## Persoonlijk
Diverse Turkse media meldden op 3 april 2017 dat Te Vrede aan kanker zou lijden. Later die avond reageerde hij in de Telegraaf dat hij een tumor in zijn teelbal had, maar deze inmiddels operatief verwijderd was. Dit was goed te doen, omdat er nog geen sprake van uitzaaiingen was.